# Atlantic Records
Az Atlantic Records (hivatalosan Atlantic Recording Corporation) egy amerikai lemezkiadó cég, melyet 1947-ben alapított Ahmet Ertegün és Herb Abramson. Az ötvenes évek elején Ahmet révén csatlakozott Jerry Wexler és utána Nesuhi Ertegün is. A vállalat független kiadóként kezdte, majd az 1960-as évekre a legfőbb dzsessz- és popzenei kiadóvá vált. Az Atlantic mérnöki csapatát Tom Dowd vezette.
Azóta számos alkiadót (sub-label) hoztak létre. Az Atco Records 1955-ben indult Herb Abramsonnel. A Spark Recordsot (Jerry Lieber és Mike Stoller alvállalata) 1955 novemberében vásárolták meg. Mások, beleértve a Lava Recordsot és a 143 Recordsot, beolvadtak az Atlantic csoportba.
Az Atlanticot 1967-ben megvásárolta a Warner Bros.-Seven Arts. Jelenleg a Warner Music Group csoport tagja, amely 2004-ben létrehozta az Atlantic Records Group nevű kiadói csoportosulást az Atlantic Records és társkiadói számára.

## Az Atlantic Records Group tagjai
- 1st & 15th Records
- Atlantic Records
- Bad Boy Records
- Chop Shop Records
- Custard Records
- Elektra Records
- Fort Knocks Entertainment
- Fueled By Ramen
- Grand Hustle Records
- Photo Finish Records
- Roadrunner Records

## Előadók
| - ABBA - AC/DC - Angela Via - Apartment 26 - Aretha Franklin - Audiovent - Bhad Bhabie - Bill Haley & His Comets - Billy Talent - Björk - Blind Faith - Blue Magic - Bobby Darin - Bonnie Tyler - Boyz in da Hood - Brandy - Bruno Mars - Bush - Cham - Ray Charles - Chic - Christy Carlson Romano - The Coasters - Cold - Ornette Coleman - Phil Collins - John Coltrane - Craig David - Crosby, Stills & Nash (and Young) - Danny Wright - Death Cab for Cutie - Donnie Hathaway - Dream Theater - Duke Ellington - Duncan Sheik - Dusty Springfield - Elephant Man - Ellie Lawson - Emerson, Lake & Palmer - Fabolous - Fat Joe - Foreigner - Funeral for a Friend - Geddy Lee - Genesis | - Gerald Levert - Gratitude - Handsome Boy Modeling School - James Blunt - Jason Mraz - Jet - Jewel - Jimmy Page - Joe Firstman - John Gregory - Junior Senior - Kevin Lyttle - Kid Rock - Kill Hannah - Kon Kan - Laura Pausini - Led Zeppelin - Leslie Mills - Lil’ Kim - Lina - Lucy Woodward - Major Harris - The Manhattan Transfer - Marc Cohn - Marion Raven - Matchbox Twenty - Melvins - MC5 - Charles Mingus - Moments in Grace - Nappy Roots - Neil Young - New Blood Revival - Nu Shooz - P.O.D. - Pajama Party - Paolo Nutini - Poison the Well - Pulseultra - Quan - The Rascals - Ray Charles | - Rob Thomas - Robert Plant - Roberta Flack - RuPaul - Rupee - Rush - Ryan Cabrera - Sean Paul - Shinedown - Silverchair - Sister Sledge - Slave and Steve Arrington - Sparta - Staind - Stone Temple Pilots - Sugar Ray - T.I. - Taproot - Terror Squad - The Temptations - The Corrs - The Darkness - The Donnas - The Format - The Red West - The Rolling Stones - The Stills - The Streets - Tori Amos - Tracy Chapman - Trick Daddy - Trina - Twista - Vanessa L. Williams - The Velvet Underground - Wayne Wonder - Whitestarr - Will Hoge - Wiz Khalifa - Yes - Why Don't We |

## Lásd még
- Atlantic Records-albumok
- Lemezkiadók listája